# Vojenská vzpoura v Gruzii
Vzpoura gruzínských ozbrojených sil v říjnu 1998 byla neúspěšným pokusem o povstání organizované skupinou důstojníků vedených Akakim Eliavou.
Vzbouřenci ukořistili 10-13 tanků a dva obrněné transportéry a zamířili ze Senaki do Kutaisi, kde došlo k palbě nedlouho poté, co ztroskotaly rozhovory mezi představiteli gruzínské vlády a vzbouřenci. Většina povstalců nakonec ukončila vzpouru a vrátila se na základnu. Akaki Eliava s hrstkou věrných uprchl.
Ministerstvo obrany oznámilo, že proti všem účastníkům vzpoury, kteří se vzdali, bude zahájeno pouze běžné disciplinární řízení. Vzbouřenci patřili mezi stoupence bývalého prezidenta Zviada Gamsachurdii.